# 比洛克里尼齊亞 (波德蓋齊區)
49°16′57″N 25°12′36″E / 49.28250°N 25.21000°E
比洛克里尼齊亞（烏克蘭語：Білокриниця）是位於烏克蘭西部特諾皮爾州裏特諾皮爾區的村莊，始建於1490年，面積18.7平方公里，海拔高度390米，2001年人口605，人口密度每平方公里32.3人。